# Lingyuanosaurus
Lingyuanosaurus („ještěr od města Ling-jüan“) byl rod terizinosauroidního teropodního dinosaura, žijícího v období spodní křídy (asi před 125 miliony let) na území dnešní čínské provincie Liao-ning na severovýchodě země.

## Popis
Formálně byl druh L. sihedangensis popsán týmem čínských paleontologů v březnu roku 2019. Jednalo se o velmi malého zástupce své skupiny, jeho celková délka dosahovala jen 1,5 až 2 metrů a hmotnost zhruba 12 kilogramů.

## Systematické zařazení
Fylogenetická analýza odhalila, že se jednalo o jakousi přechodnou vývojovou formu v rámci skupiny Therizinosauria, a to přibližně mezi archaickými rody Falcarius, Jianchangosaurus, Beipiaosaurus a vývojově vyspělými rody, jako byl Alxasaurus nebo Therizinosaurus. Přesné systematické zařazení tohoto taxonu je však stále nejisté.